# Terminologija
Terminologija ali izrazoslovje lahko označuje strokovno ali specializirano izrazje določenega področja ali besedila, lahko pa se nanaša na terminološko vedo kot vejo jezikoslovja, ki se ukvarja s strokovnimi izrazi. Terminološka veda se ukvarja s termini kot poimenovanji za specializirane pojme določenega strokovnega področja. Inventar jezikovnih poimenovanj pojmov neke stroke imenujemo tudi terminologija, na primer geološka, medicinska, planinska terminologija. O tem, kaj v določenem besedilu razumemo kot termin, največ povedo značilnosti besedila in okoliščine njegovega nastanka, seveda pa tudi neposredno besedilno okolje izraza.